# Fanisławice
Fanisławice – wieś w Polsce położona w województwie świętokrzyskim, w powiecie kieleckim, w gminie Łopuszno.
W latach 1975–1998 miejscowość administracyjnie należała do województwa kieleckiego.
| SIMC    | Nazwa      | Rodzaj    |
| ------- | ---------- | --------- |
| 0248473 | Hucisko    | część wsi |
| 0248480 | Przymiarki | część wsi |

## Historia
Wieś znana już w wieku XIV. Wymieniona w dokumencie pod datą 1367 (Kodeks Małopolski t. III s. 211) jako Falisłovicze.  Jan Długosz w Liber beneficiorum (tom I, s. 594) opisał wieś jako Falislawycze utraque. Dziesięcinę w wymiarze 3 grzywien płacono do prebendy Św. Jerzego w Krakowie.
W wieku XVI wieś królewska należąca do zamku w Chęcinach. W roku 1573 płacono tu pobór z 5 łanów kmiecych.
Od 1815 roku Fanisławice leżały w granicach Królestwa Polskiego, którego królami byli carowie Rosji. 
W 1864 car Aleksander II Romanow wydał dekret o uwłaszczeniu włościan w Królestwie Polskim. Na mocy tego dekretu mieszkańcy Fanisławic stali się właścicielami posiadanej ziemi i budynków.
Według Józefa Bolesława Garasa w sierpniu 1944 roku oddział Narodowych Sił Zbrojnych zaatakował niedaleko gajówki Fanisławice obóz partyzantów Armii Ludowej, zabijając kilku rannych.